# Bazzania consociata
Bazzania consociata là một loài rêu tản trong họ Lepidoziaceae. Loài này được (Stephani) H.A. Mill. miêu tả khoa học lần đầu tiên năm 1981.